# Aiwass
Aiwass (auch Aiwaz) ist laut dem britischen Okkultisten Aleister Crowley der Name eines Geistwesens, das ihm in Kairo den Text des Liber AL vel Legis in den 3 Tagen vom 8. bis 10. April 1904 diktiert haben soll.

## Name und Erscheinung
Aiwass wird im Liber AL einmal in Vers I:7 und zweimal in der Einleitung erwähnt. Die Textstelle lautet: Behold! it is revealed by Aiwass the minister of Hoor-paar-kraat. („Siehe! Offenbart wird es durch Aiwass, den Botschafter von Hoor-paar-kraat.“) Hoor-paar-kraat entspricht der ägyptischen Gottheit Hor-pa-chered bzw. dessen hellenisierter Form Harpokrates, einem kindlichen Aspekt des Horus.
In The Equinox of the Gods gibt Crowley einen ausführlichen Bericht über die Umstände der Niederschrift des Liber AL. Der Name „Aiwass“ erscheint erstmals in den Tranceäußerungen von Crowleys Frau Rose. Aus diesen Äußerungen wird klar, dass die an Crowley gerichteten Botschaften nicht von Horus oder von Ra-Hoor-Khuit – einer weiteren im Liber AL erscheinenden thelemitischen Gottheit – sondern von deren Boten stammen, eben Aiwass. Crowley hielt den Namen zunächst für von Rose verballhorntes Arabisch.
Nachdem Rose im Bulaq-Museum, dem Vorläufer des heutigen Ägyptischen Museums, auf der seither als Stele der Offenbarung bekannten Grabstele eines ägyptischen Priesters eine Darstellung des Re-Harachte als Urheber der Botschaft identifiziert hatte, entschließt Crowley sich, neugierig geworden, Roses Anweisungen zu folgen, obwohl er sie für unsinnig hält, und an drei aufeinanderfolgenden Tagen ab dem 8. April sich ab Mittag eine Stunde lang für den Empfang von Aiwass’ Botschaft bereitzuhalten.
Tatsächlich empfängt Crowley eine Botschaft, eine Stimme diktiert ihm, die von hinter seiner linken Schulter aus der entferntesten Ecke des Raumes zu kommen scheint, den Text des Liber AL. Crowley beschreibt sie als „eine tiefe Stimme, melodisch und ausdrucksvoll, feierlich, sinnlich, zärtlich oder zornig, wie immer es dem Inhalt der Botschaft entsprach. Kein Bass — sondern vielleicht ein voller Tenor oder ein Bariton.“
Crowley meinte in der Ecke, aus der die Stimme kam, einen „feinstofflichen Körper“ wahrzunehmen, durchsichtig, „wie ein Gazeschleier oder eine Weihrauchwolke“. Er beschreibt die Erscheinung als „großer dunkler Mann in den Dreißigern, gut gebaut, aktiv und stark, mit dem Gesicht eines grausamen Herrschers und verschleierten Augen, damit ihr Strahl nicht zerstöre, worauf er seinen Blick richtete. Die Kleidung war nicht arabisch; sie erinnerte an Assyrien oder Persien, aber sehr vage. Ich beachtete das kaum, denn für mich war Aiwass zu diesem Zeitpunkt ein ‚Engel‘, ein rein astrales Wesen, wie ich sie oft in Visionen gesehen hatte.“

## Crowleys Auffassung von Aiwass
Für Crowley selbst ist Aiwass zunächst einmal der Autor des Liber AL, wie er ausdrücklich in der Einleitung schreibt. Außerdem ein höheres Wesen und „Botschafter jener Mächte, die gegenwärtig diese Erde regieren.“ Dass dem so ist, enthüllt sich Crowley zufolge durch den Inhalt des Buches, namentlich aufgrund der esoterischen Interpretation der darin enthaltenen Zahlen und rätselhaften Wendungen, von denen sich einige auf Ereignisse beziehen sollen, die 1904 noch in der Zukunft lagen. Nach Israel Regardie soll Crowley lange Zeit Aiwass als einen der „Geheimen Oberen“ des Silver Star, des dritten Ordens des Astrum Argenteum betrachtet habe,
Was kabbalistische Spekulationen betrifft, so lautet der volle Titel von Liber AL: Liber AL vel Legis sub Figura CCXX, delivered by XCIII = 418 unto DCLXVI. Der Autor, Aiwass, wird dabei durch die beiden Zahlen XCIII und 418 identifiziert. XCIII = 93 ist in der griechischen Gematria der Wert von Thelema (ΘΕΛΗΜΑ) und von Agape (ΑΓΑΠΉ ‚Liebe‘), dem Thema des ersten Kapitels von Liber AL. 418 ist der Zahlenwert von „Aiwass“ (ΑΙϜΑΣΣ, geschrieben mit Digamma für den W-Laut) und in der hebräischen Gematria der Wert von Abrahadabra (אבראהאדאברא), dem Wort des Horus-Äons, für dessen Beginn Aiwass steht. 
Aiwass wird daher von Crowley auf einer höheren Ebene als Bote von Hoor-paar-kraat, als Vermittler der Botschaft vom Beginn des neuen Äons gesehen, auf einer persönlicheren als Repräsentant des „Schweigenden Selbsts“ beziehungsweise des „Heiligen Schutzengels“ im Sinn der Abramelin-Magie. Dabei ist zwischen einem wie auch immer beschaffenen „Höheren Selbst“ und dem „Heiligen Schutzengel“ zu unterscheiden, da der Heilige Schutzengel Crowley zufolge eine eigenständige Existenz besitzt:

„Wir können ohne weiteres zustimmen, dass der […] ‚Genius‘ des Sokrates, und der ‚Heilige Schutzengel‘ des Magiers Abramelin identisch sind, aber wir können dieses ‚Höhere Selbst‘ nicht mit einbeziehen; denn der Engel ist ein wirkliches Individuum mit seinem eigenen Universum, genau wie ein Mensch, oder, was das betrifft, eine Schmeißfliege. Er ist nicht eine bloße Abstraktion, eine Auswahl aus, und Übersteigerung der eigenen Lieblingseigenschaften, wie es das ‚Höhere Selbst‘ zu sein scheint.“

Die Gestalt des Aiwass deckt also ein breites Spektrum ab, vom Repräsentanten einer kosmischen Kraft bis zur Verkörperung von Crowley Unbewusstem.
An anderer Stelle schreibt Crowley über seine Vorbehalte gegenüber der Botschaft von Liber AL, sein Widerstreben bei der Niederschrift, seine fortbestehenden Zweifel und Anfechtungen und dass er dennoch Aiwass gehorcht, was seiner Meinung nach ein Beweis dafür ist, dass nicht er selbst Aiwass ist, sondern dass Aiwass sein Meister ist. Es ist allerdings nicht ganz unerhört, von einer Instanz der eigenen Persönlichkeit geknechtet zu werden, das Freudsche Über-Ich ist bekannt dafür. Crowleys Widerstreben drückte sich auch darin aus, dass er sich zunächst mit der Botschaft nicht weiter befasste, den Text 1909 zwar als Privatdruck veröffentlichte, sich dann aber lange Jahre nicht weiter damit befasste und das Manuskript zwischenzeitlich sogar verlegte und sich erst durch eine Kette von Koninzidenzen gedrängt, ja gezwungen fühlte, seiner Verantwortung als Prophet eines neuen Äons gerecht zu werden. Crowley hatte den Eindruck, dass, wer immer Aiwass auch sein mochte, Aiwass jedenfalls Einfluss auf Crowley Leben zu nehmen imstande war.
Und kurz danach schreibt er im Kommentar zu II:12 (Because of me in Thee which thou knewest not. „Wegen mir in Dir, den du nicht kanntest.“):

„It will be seen later […] that my consciousness was ultimately invaded by the Secret Self, and surrendered unconditionally, so that, it proclaimed, loudly and gladly, from its citadel, the victory of its rightful Lord. The mystery is indeed this, that in so prosperous and joyous a city, there should still be groups of malcontents whose grumblings are occasionally audible.“

„Es wird sich später zeigen [...], dass mein Bewusstsein schließlich vom Geheimen Selbst überwältigt wurde und sich bedingungslos ergab, so dass es von seiner Zitadelle aus laut und freudig den Sieg seines rechtmäßigen Herrn verkündete. Es ist in der Tat ein Rätsel, dass es in einer so blühenden und frohen Stadt noch Gruppen von Unzufriedenen gibt, deren Murren gelegentlich zu hören ist.“

Ähnlich äußert er sich im Djeridensis Comment von 1925 zu II:10–12 („O prophet! thou hast ill will to learn this writing. I see thee hate the hand & the pen; but I am stronger. Because of me in Thee which thou knewest not.“):

„Mein Engel Aiwass, der mich beobachtete, als ich seine Worte niederschrieb, sah, mit welchem Zorn ich seinem Geist widerstand. Denn in meinem tiefsten Bewusstsein hielt ich an der von Gautama Buddha verkündeten Ersten Edlen Wahrheit ‚Alles ist Leid‘ fest; und auf diesem Gedanken hatte ich seit langer Zeit meinen ganzen Geist und Verstand gegründet. Dieses Wort von Aiwass traf daher den Kern meines ernsthaftesten Denkens, und ich hasste die Hand und die Feder, die gegen meinen Willen im Dienste des Seinen schrieben. Denn er hatte die Macht, mich zu unterwerfen, mich zu zwingen, ihm zu gehorchen, damit sein Wort geschrieben werde und zu den Menschen hinausgehe, um das neue Gesetz zu verkünden.“

All diese verschiedenen Aspekte von Aiwass fasst Crowley an einer Stelle im neuen Kommentar zusammen. Aiwass sei „mein Heiliger Schutzengel, […] dessen Krone Thelema, dessen Mantel Agape und dessen Körper das Verlorene Wort ist, das er mir verkündete.“

## Einordnung
Kenneth Grant, britischer Schriftsteller und Okkultist, Schüler Crowleys und Oberhaupt des Typhonian O.T.O., schreibt über Aiwass, er sei sowohl ein subjektiv-individuelles Konzept als auch eine objektive kosmische Wesenheit, soweit in Übereinstimmung mit Crowleys Sichtweise. Dann spannt Grant den okkult-mythologischen Bogen weiter, indem er Aiwass mit Satan gleichsetzt, wobei er eine etwas obskure Fußnote in Crowleys Magick als Beleg heranzieht, und in der Folge immer wieder von Sheitan-Aiwass spricht.
Israel Regardie, Psychoanalytiker, Okkultist und zeitweilig Sekretät Crowleys, geht in die entgegengesetzte Richtung. Für ihn ist Aiwass eine weitere Instanz unter den verschiedenen Persönlichkeiten Crowleys. Er argumentiert, dass, so wie Frater Perdurabo oder To Mega Therion verschiedene Instanzen und Ausformungen von Crowleys Persönlichkeit sind, so auch Aiwass. Die ganz andere Haltung Crowleys gegenüber Aiwass und dem Liber AL begründet er damit, dass, wenn Crowley überhaupt etwas durchgängig war, dann war er ein Rebell von Jugend auf. Aiwass jedoch hat Crowleys Sichtweise nach nicht nur ihm das Liber AL buchstäblich diktiert, sondern ihm auch ohne seine Zustimmung ein Prophetenrolle aufgezwungen. Außerdem verweist Regardie auf die Ähnlichkeit zwischen Aiwass/Ra-Hoor-Khuit einerseits und dem alttestamentarischen Jehova aus der Welt der Plymouth Brethren, in der Crowley aufwuchs.
Abschließend urteilt Regardie:

„Auf lange Sicht macht es kaum einen Unterschied, ob das Buch von einer praeterhumanen Intelligenz namens Aiwass diktiert wurde oder ob es den kreativen Tiefen Aleister Crowleys entsprungen ist. Das Buch wurde geschrieben. Und er wurde zum Sprachrohr des Zeitgeistes, indem er das Wesen unserer Zeit so treffend zum Ausdruck brachte, wie es bisher kein anderer getan hat.“